# مدرسة شيميزو الثانوية التجارية

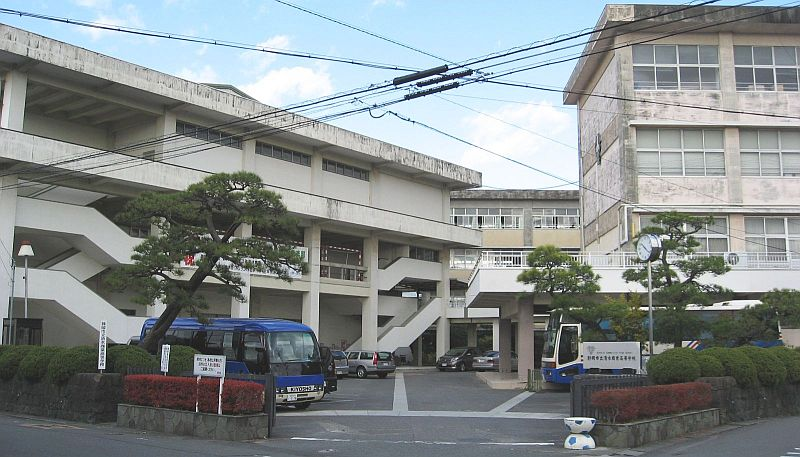
المدرسة الثانوية من الداخل

مدرسة شيميزو الثانوية التجارية (يابانية:静岡市立清水商業高等学校) (رومانجي:Shizuoka Shiritsu Shimizu Shōgyō Kōtōgakkō)، هي مدرسة للمرحلة الثانوية في مدينة شيزوكا اليابانية، تأسست سنه 1921، واشتهرت المدرسة بأنها تملك لاعبين ناشئين لكرة القدم.

## مرجع
1. ↑  عنوان المدرسة 7-15 Sakuragaoka, Shimizu-ku, Shizuoka-shi, Shizuoka

## المواقع الخارجية
الموقع الرسمي بالياباني